# 中华人民共和国司法部
中华人民共和国司法部，简称司法部，是中华人民共和国国务院负责司法行政工作的组成部门。
司法部主要负责有关法律和行政法规草案起草，负责立法协调和备案审查、解释，综合协调行政执法，指导行政复议应诉，负责普法宣传，负责监狱、戒毒、社区矫正管理，负责律师公证和司法鉴定仲裁管理，承担国家司法协助等工作。中央全面依法治国委员会办公室现也设在司法部。

## 沿革
1949年10月30日，中央人民政府司法部成立。1954年9月，根据第一届全国人民代表大会第一次会议通过的《中华人民共和国宪法》，改为中华人民共和国司法部。1959年，司法行政机关被撤销。1979年，第五届全国人民代表大会常务委员会决定，重新设立司法部。
2018年3月17日第十三届全国人民代表大会第一次会议通过《第十三届全国人民代表大会第一次会议关于国务院机构改革方案的决定》，批准《国务院机构改革方案》。方案规定：“重新组建司法部。将司法部和国务院法制办公室的职责整合，重新组建司法部，作为国务院组成部门。不再保留国务院法制办公室。”根据国务委员王勇2018年3月13日在第十三届全国人民代表大会第一次会议上《关于国务院机构改革方案的说明》，重新组建的司法部主要职责是：“负责有关法律和行政法规草案起草，负责立法协调和备案审查、解释，综合协调行政执法，指导行政复议应诉，负责普法宣传，负责监狱、戒毒、社区矫正管理，负责律师公证和司法鉴定仲裁管理，承担国家司法协助等。”
2025年2月至3月初，司法部由朝阳门南大街6号迁至平安里西大街41号中央纪委国家监委旧址。

## 职能
根据《司法部职能配置、内设机构和人员编制规定》，司法部承担下列职能：
1. 承担全面依法治国重大问题的政策研究，协调有关方面提出全面依法治国中长期规划建议，负责有关重大决策部署督察工作。
2. 承担统筹规划立法工作的责任。负责面向社会征集法律法规制定项目建议。
3. 负责起草或者组织起草有关法律、行政法规草案。负责立法协调。
4. 承办行政法规的解释、立法后评估工作。负责地方性法规、规章的备案审查工作。组织开展规章清理工作。
5. 承担统筹推进法治政府建设的责任。承办申请国务院裁决的行政复议案件工作。指导、监督全国行政复议和行政应诉工作，负责行政复议和应诉案件办理工作。
6. 承担统筹规划法治社会建设的责任。负责拟订法治宣传教育规划，组织实施普法宣传工作，组织对外法治宣传。推动人民参与和促进法治建设。指导依法治理和法治创建工作。指导调解工作和人民陪审员、人民监督员选任管理工作，推进司法所建设。
7. 负责全国监狱管理工作，监督管理刑罚执行、罪犯改造的工作。指导、管理社区矫正工作。指导刑满释放人员帮教安置工作。
8. 负责司法行政戒毒场所管理工作。
9. 负责拟订公共法律服务体系建设规划并指导实施，统筹和布局城乡、区域法律服务资源。指导、监督律师、法律援助、司法鉴定、公证、仲裁和基层法律服务管理工作。负责香港、澳门的律师担任委托公证人的委托和管理工作。
10. 负责国家统一法律职业资格考试的组织实施工作。
11. 负责国家法治对外合作工作。履行国际司法协助条约确定的对外联系机关（中央机关）职责，参与有关国际司法协助条约谈判。承担报送国务院审核的我国缔结或者参加的国际条约法律审查工作。组织开展法治对外合作交流。承办涉港澳台的法律事务。
12. 负责本系统枪支、弹药、服装和警车管理工作，指导、监督本系统财务、装备、设施、场所等保障工作。
13. 规划、协调、指导法治人才队伍建设相关工作，指导、监督本系统队伍建设。负责本系统警务管理和警务督察工作。协助省、自治区、直辖市管理司法厅（局）领导干部。
14. 完成党中央、国务院交办的其他任务。

## 机构设置
根据《司法部职能配置、内设机构和人员编制规定》，司法部设置下列机构：（除注明外为正司局级）

### 内设机构
- 办公厅
- 政治部（副部级）
- 法治调研局
- 法治督察局
- 立法一局
- 立法二局
- 立法三局
- 立法四局
- 监狱管理局
- 社区矫正管理局
- 戒毒管理局
- 行政复议与应诉局
- 行政执法协调监督局
- 普法与依法治理局
- 人民参与和促进法治局
- 公共法律服务管理局
- 律师工作局
- 法律职业资格管理局
- 国际合作局
- 装备财务保障局
- 机关党委
- 离退休干部局

中央全面依法治国委员会办公室设在司法部，接受中央全面依法治国委员会直接领导，中央依法治国办设置秘书局。

### 直属机构
- 燕城监狱（副司局级）
- 直属煤矿管理局

### 直属事业单位
- 法治宣传中心
- 全面依法治国研究中心
- 信息中心
- 机关服务中心
- 法律援助中心
- 预防犯罪研究所
- 法治日报社
- 国家司法考试中心
- 司法协助交流中心
- 司法鉴定科学研究院
- 司法部港澳台法律培训交流中心
- 司法行政学院

#### 直属高等学校
- 中央司法警官学院

### 直属企业单位
- 法律出版社有限公司
- 中国法制出版社有限公司
- 中国法律服务（香港）有限公司
- 中国法律服务（澳门）公司

### 主管社会团体
- 中华全国律师协会
- 中国公证协会
- 中国监狱工作协会
- 中国司法行政戒毒工作协会
- 中国法律援助基金会
- 中华全国人民调解员协会

## 历任领导
| 中央人民政府司法部部长 1. 史 良（女，1949年10月19日－1954年9月28日） 中华人民共和国司法部部长 1. 史 良（女，1954年9月29日－1959年4月28日） 2. 魏文伯（1979年9月13日－1982年5月4日） 3. 刘复之（1982年5月4日－1983年6月20日） 4. 邹 瑜（1983年6月20日－1988年4月12日） 5. 蔡 诚（1988年4月12日－1993年3月29日） 6. 肖 扬（1993年3月29日－1998年3月18日） 7. 高昌礼（1998年3月18日－2000年12月28日） 8. 张福森（2000年12月28日－2005年7月1日） 9. 吴爱英（女，2005年7月1日－2017年2月24日） 10. 张 军（2017年2月24日－2018年3月19日） 11. 傅政华（2018年3月19日－2020年4月29日） 12. 唐一军（2020年4月29日－2023年2月24日） 13. 贺 荣（女，2023年2月24日－） | 中华人民共和国司法部副部长 …… - 胡卫列（2023年9月－） - 李明征（2024年6月－） - 吴言军（2025年2月－） - 武 增（2025年7月－） 中央纪委国家监委驻司法部纪检监察组组长 …… - 王裕文（2022年7月－） 中华人民共和国司法部政治部主任 …… - 黄祎（2023年10月－） |